# Hewitt (Texas)
Hewitt ist eine Stadt im McLennan County im US-Bundesstaat Texas in den Vereinigten Staaten. Das U.S. Census Bureau hat bei der Volkszählung 2020 eine Einwohnerzahl von 16.026 ermittelt.

## Geographie
Die Stadt liegt im mittleren Osten von Texas, etwas westlich des Countyzentrums, 14 Kilometer westlich von Waco und hat eine Gesamtfläche von 17,9 km².

## Geschichte
Gegründet wurde der Ort 1882, als die Missouri, Kansas and Texas Railroad hier ihre Gleise verlegte. Benannt wurde der Ort nach George A. Hewitt, einem Eisenbahndirektor.

## Demografische Daten
Nach der Volkszählung im Jahr 2000 lebten hier 11.085 Menschen in 3.931 Haushalten und 3.223 Familien. Die Bevölkerungsdichte betrug 621,2 Einwohner pro km². Ethnisch betrachtet setzte sich die Bevölkerung zusammen aus 84,08 % weißer Bevölkerung, 7,70 % Afroamerikanern, 0,42 % amerikanischen Ureinwohnern, 2,35 % Asiaten, 0,06 % Bewohnern aus dem pazifischen Inselraum und 4,02 % aus anderen ethnischen Gruppen. Etwa 1,37 % waren gemischter Abstammung und 9,28 % der Bevölkerung waren spanischer oder lateinamerikanischer Abstammung.
Von den 3.931 Haushalten hatten 45,6 % Kinder unter 18 Jahre, die im Haushalt lebten. 68,3 % davon waren verheiratete, zusammenlebende Paare. 10,9 % waren allein erziehende Mütter und 18,0 % waren keine Familien. 14,2 % aller Haushalte waren Singlehaushalte und in 3,3 % lebten Menschen, die 65 Jahre oder älter waren. Die Durchschnittshaushaltsgröße betrug 2,82 und die durchschnittliche Größe einer Familie belief sich auf 3,12 Personen.
29,9 % der Bevölkerung waren unter 18 Jahre alt, 7,6 % von 18 bis 24, 33,0 % von 25 bis 44, 22,8 % von 45 bis 64, und 6,7 %, die 65 Jahre oder älter waren. Das Durchschnittsalter war 33 Jahre. Auf 100 weibliche Personen aller Altersgruppen kamen 94,9 männliche Personen. Auf 100 Frauen im Alter von 18 Jahren und darüber kamen 91,2 Männer.

Das jährliche Durchschnittseinkommen eines Haushalts betrug 55.469 USD, das Durchschnittseinkommen einer Familie 59.409 USD. Männer hatten ein Durchschnittseinkommen von 38.560 USD gegenüber den Frauen mit 24.659 USD. Das Prokopfeinkommen betrug 22.263 USD. 2,9 % der Bevölkerung und 2,2 % der Familien lebten unterhalb der Armutsgrenze. Davon waren 3,1 % Kinder und Jugendliche unter 18 Jahren und 4,0 % waren 65 oder älter.